# يوسوكي موراياما
يوسوكي موراياما (باليابانية: 村山 祐介) (10 يونيو 1981 في شيزوكا في اليابان – )؛ هو لاعب كرة قدم ياباني سابق كان يلعب كمدافع.

## وصلات خارجية
- يوسوكي موراياما على موقع رابطة كرة القدم اليابانية للمحترفين (اليابانية)
- يوسوكي موراياما على موقع قاعدة بيانات كرة القدم.إي يو (الإنجليزية)
- يوسوكي موراياما على موقع Soccerway.com (الإنجليزية)
- يوسوكي موراياما على موقع عالم كرة القدم.نت (الإنجليزية)